# Прапор Схарбека
Прапор Схарбека був затверджений муніципальною радою як муніципальний прапор брюссельської комуни Схарбек. В описі написано: 
Дві однаково довгі смуги зеленого і білого кольорів.
Кольори прапора походять від герба комуни.

Цей муніципальний прапор ідентичний прапорам Ікселя, Кукельберга та Форе.

Герб Схарбека
Прапор Ікселя
Прапор Кукельберга
Прапор Форе